# جيم باكوس
جيم باكوس (بالإنجليزية: Jim Backus)‏ مواليد 25 فبراير 1913 في كليفلاند - الوفاة 3 يوليو 1989 في لوس أنجلوس، هو ممثل وكاتب سيناريو أمريكي بدأ مسيرته الفنية سنة 1948. امتدت مسيرته الفنية لأكثر من 41 عاما. من أعماله آي دريم أوف جيني وميرا بريكندريدج.

## روابط خارجية
- جيم باكوس على موقع IMDb (الإنجليزية)
- جيم باكوس على موقع الموسوعة البريطانية (الإنجليزية)
- جيم باكوس على موقع تيرنر كلاسيك موفيز (الإنجليزية)
- جيم باكوس على موقع أول موفي (الإنجليزية)
- جيم باكوس على موقع قاعدة بيانات برودواي على الإنترنت (الإنجليزية)
- جيم باكوس على موقع قاعدة بيانات برودواي على الإنترنت (الإنجليزية)
- جيم باكوس على موقع إن إن دي بي (الإنجليزية)
- جيم باكوس على موقع ديسكوغز (الإنجليزية)
- جيم باكوس على موقع قاعدة بيانات الفيلم (الإنجليزية)